# Thibaut Vion
Thibaut Vion (Mont-Saint-Martin, Francia, 11 de noviembre de 1993), futbolista francés, con nacionalidad portuguesa. Juega de defensa en el P. F. C. CSKA Sofía de la Primera Liga de Bulgaria.

## Selección nacional
Ha sido internacional con la selección de fútbol sub-20 de Francia.

### Participaciones en Copas del Mundo
| Mundial                               | Sede    | Resultado |
| ------------------------------------- | ------- | --------- |
| Copa Mundial de Fútbol Sub-20 de 2013 | Turquía | Semifinal |

## Clubes
| Club                   | País     | Año       |
| ---------------------- | -------- | --------- |
| F. C. Porto "B"        | Portugal | 2012-2014 |
| F. C. Metz             | Francia  | 2014-2017 |
| RFC Seraing (préstamo) | Bélgica  | 2015-2016 |
| Chamois Niortais F. C. | Francia  | 2017-2020 |
| P. F. C. CSKA Sofía    | Bulgaria | 2020-     |

## Palmarés

### Títulos nacionales
| Título           | Club                | País     | Año  |
| ---------------- | ------------------- | -------- | ---- |
| Copa de Bulgaria | P. F. C. CSKA Sofía | Bulgaria | 2021 |